# Habnamrah
Habnamrah (tiếng Ả Rập: حبنمرة, cũng đánh vần Hebb Nimrah) là một ngôi làng ở phía bắc Syria nằm ở phía tây Homs thuộc tỉnh Homs. Nó nằm trong khu vực được gọi là Wadi al-Nasara ('thung lũng của các Kitô hữu'). Theo Cục Thống kê Trung ương Syria, Habnamrah có dân số 2.110 trong cuộc điều tra dân số năm 2004. Cư dân của nó chủ yếu là Kitô hữu Chính thống Hy Lạp.